# Bathystyeloides enderbyanus
Bathystyeloides enderbyanus is een zakpijpensoort uit de familie van de Styelidae. De wetenschappelijke naam van de soort is, als Bathyoncus enderbyanus, voor het eerst geldig gepubliceerd in 1904 door Michaelsen.